# Brasília de Minas
Brasília de Minas, originalmente chamada somente de Brasília é um município brasileiro do estado de Minas Gerais. Teve que mudar seu nome em 30 de dezembro de 1962 pela lei nº 2.694, adicionando o prefixo de Minas para diferenciar de Brasília que se localiza no Distrito Federal, naquela época, recentemente inaugurada. O município está dentro da Região Geográfica Imediata de Montes Claros e da Região Geográfica Intermediária de mesmo nome, de acordo com a divisão de regiões estabelecidas pelo Instituto Brasileiro de Geografia e Estatísticas (IBGE) vigente desde 2017. O tamanho territorial de Brasília de Minas é de 1.399,48 km². Já a sua população, de acordo com o censo de 2022 era de 32 025 habitantes. A estimativa populacional para 2024 é de 33 188 habitantes, mantendo um relativo crescimento demográfico ao longo dos anos.

## História
A primitiva povoação tem origem no desmembramento da freguesia de Morrinhos, a mais antiga da margem do rio São Francisco. Com o desmembramento, é criada a paróquia de Sant'Ana de Contendas. A história conta que esta denominação se deve às desavenças entre os habitantes sobre a escolha do local onde seria construída a igreja. O arraial de Contendas é elevado a vila em 1890. Em 1901, passa a ser chamada Vila de Brasília e, em 1923, tem o nome reduzido para Brasília, e em 1962, através da lei estadual n.º 2.764, passa a se chamar Brasília de Minas.

## Bairros
- Alto Claro
- Araújo
- Botelho (Baixada)
- Bela Vista
- Calu Peixoto
- Centro
- Chacreamento Interlagos
- Chacreamento Interlagos II
- Cristina Rocha
- Domingos Peixoto
- Dona Joaquina
- Dona Heloína
- Dona Santinha
- Ibituruna
- Júlia Botelho
- Mirante do Lago
- Morada do Lago
- Nossa Senhora de Fatima
- Nova Brasília
- Quintino
- Regina Mendes
- Rosário
- Santa Cruz
- Santa Rita
- São João
- Vale das Palmeiras
- Vale das Palmeiras II
- Vale das palmeiras III
- Vale das palmeiras IV
- Vale das Palmeiras V
- Vale Verde I
- Vale Verde II
- Vila Regina
- Rua A
- Rua B
- Rua C

### Distritos
- Fernão Dias
- Vila de Fátima
- Angicos de Minas
- Retiro de Santo Antônio
- Vargem Grande